# Just the Wind
Just The Wind (Csak a szél) è un film del 2012 diretto da Benedek Fliegauf.